# Astragalus gregorii
Astragalus gregorii es una especie de planta del género Astragalus, de la familia de las leguminosas, orden Fabales.

## Distribución
Astragalus gregorii se distribuye por China y Mongolia.

## Taxonomía
Fue descrita científicamente por B. Fedtschenko & Basilevskaja. Fue publicada en Zap. Mongolij i Urjango Kraj 3(2): 815 (1930).